# Crazy Horse (cabaret)
Pour les articles homonymes, voir Crazy Horse.
Le Crazy Horse, anciennement appelé Crazy Horse Saloon, est un cabaret parisien du quartier des Champs-Élysées situé 12, avenue George-V. Il a été fondé en 1951 par Alain Bernardin et est reconnu pour ses spectacles uniques à l'esthétisme absolu. Le nom « Crazy Horse » est celui, traduit en anglais et ainsi passé à la postérité, du chef sioux Thašunka Witko, la décoration du cabaret à son ouverture étant censée être de style western, avec sa salle pastichant un saloon des années 1870. 

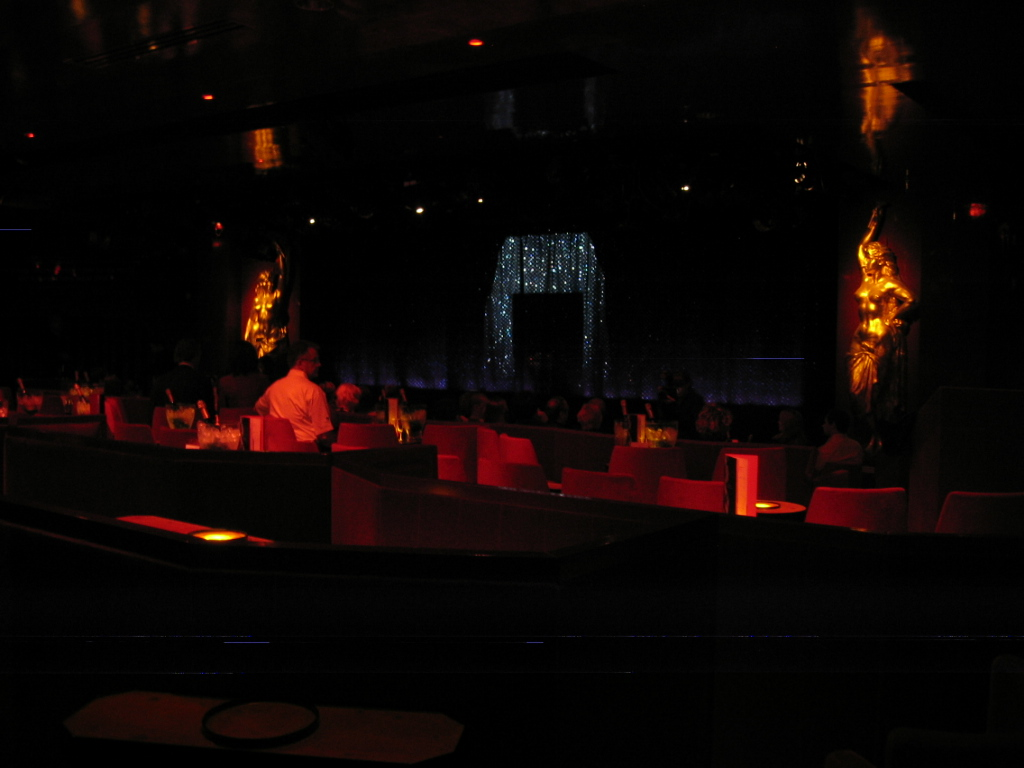
La salle de spectacle.

## Historique
Alain Bernardin ouvre le Crazy Horse Saloon, sur la rive droite parisienne, le 19 mai 1951, sur l'idée du strip-tease à l'américaine mêlant l'érotisme à une esthétique très sophistiquée. 
Installé au rez-de-chaussée et dans d'anciennes caves réunies d'un immeuble bourgeois haussmannien, le cabaret est situé au 12, avenue George-V dans le 8e arrondissement de Paris, sur l'un des côtés du Triangle d'or et à deux pas de la Seine. Les tableaux des spectacles du Crazy Horse sont entrecoupés de numéros traditionnels de cabaret (Charles Aznavour y fait ainsi ses premières apparitions).
Alain Bernardin décide de donner un nom de scène à chaque danseuse. Nombre d'entre elles acquièrent dans ce lieu une certaine notoriété, en particulier des solistes comme Lova Moor (qu'il épouse), Rosa Fumetto, Polly Underground ou Diva Terminus, ou bien encore la coco-girl Fenella Masse Mathews, plus connue au Crazy Horse sous le nom de Fifi Standby, danseuse débauchée du Moulin Rouge.
Le mythe Crazy se développe avec les danseuses aux faux cils, talons aiguilles, cache-tétons, rouges à lèvres et perruques au carré avec la frange typique.
Après la mort du fondateur, en 1994, ses trois enfants, Didier, Sophie et Pascal, héritent du Crazy Horse et le dirigent jusqu'en mars 2006, où il est racheté par un groupe emmené par l'homme d'affaires belge Philippe Lhomme, qui, depuis lors, en préside la société d'exploitation, ayant confié la direction générale création et marques à Andrée Deissenberg. Désormais, périodiquement, le cabaret ouvre son spectacle à des guest-stars, des « femmes d'exception dans un lieu d'exception ». Dita von Teese a été la première (2006, 2008), suivie par Arielle Dombasle (2007), Pamela Anderson (2008), Clotilde Courau (2010), Noémie Lenoir (2013), Conchita Wurst (2014) ou encore Lisa du groupe BLACKPINK (2023).
En novembre 2013, le cabaret parisien et la maison Aubade s'associent pour créer une ligne de lingerie exclusive « My Crazy Collection ». 
Inauguré le 21 septembre 2009, le spectacle Désirs, créé par Philippe Decouflé et Ali Mahdavi, est présenté à Paris. La mélodie du tableau final a été composée par Philippe Katerine. L'affiche du spectacle est de Hilton McConnico. 

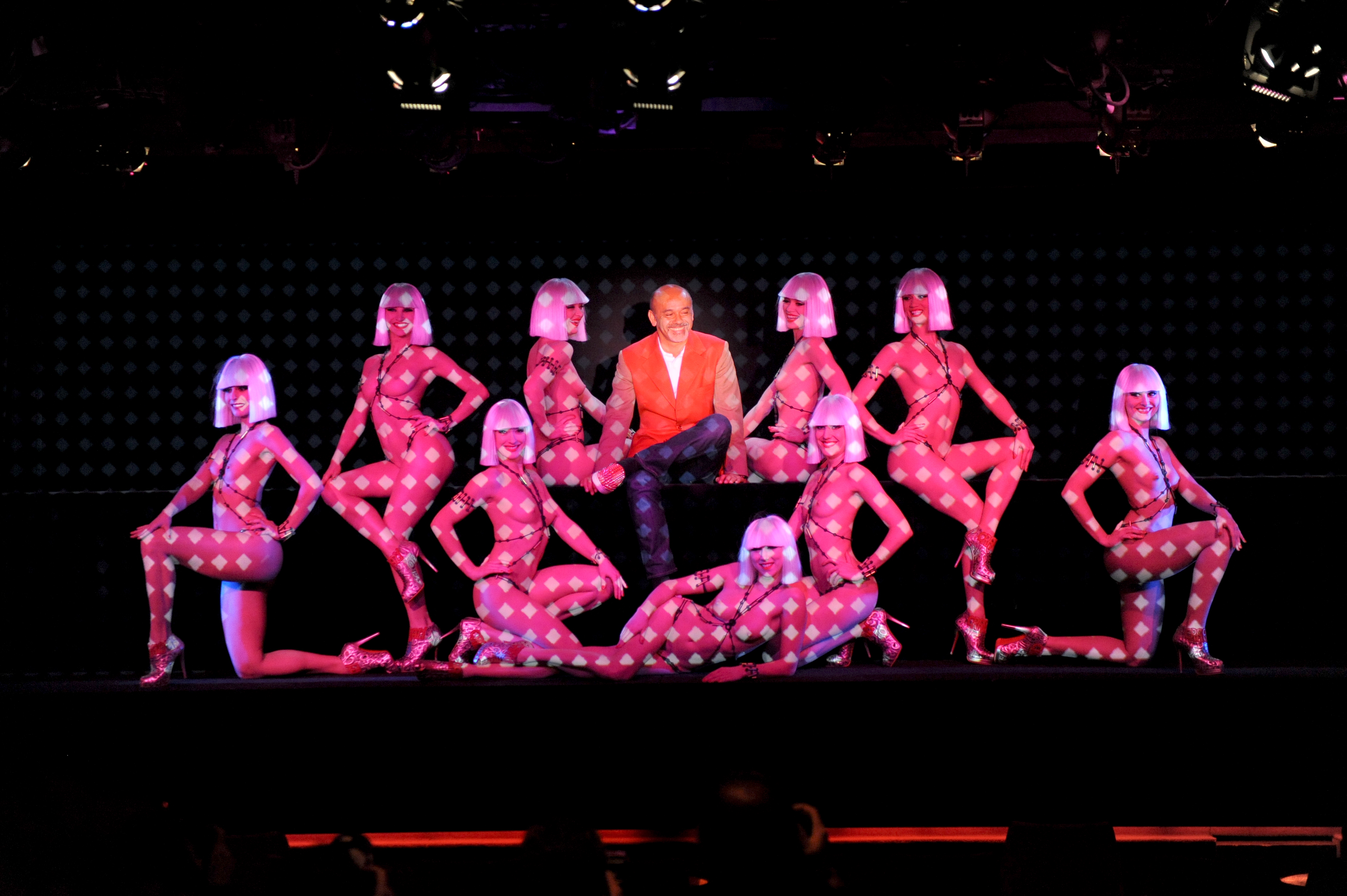
Christian Louboutin sur scène avec les danseuses du Crazy Horse le 29 février 2012 lors du tableau final du spectacle Désirs.

Du  5 mars au 31 mai 2012, le chausseur Christian Louboutin participe à la mise en scène de plusieurs tableaux,.
Du 15 au 30 mars 2016, Dita von Teese revient sur la scène du Crazy Horse avec le Dita's Crazy Show. 
Du 5 octobre 2016 au 5 avril 2017, le Crazy Horse ouvre ses portes à la première « Créatrice Invitée » de son histoire : Chantal Thomass pour le spectacle Dessous Dessus.
À partir d' avril 2017, le Crazy Horse présente son nouveau show Totally Crazy ! . Sous la direction artistique d’Andrée Deissenberg et mis en scène par Stéphane Jarny.

## Accessibilité
Le Crazy Horse est accessible par le métro : 
- 9 station Alma - Marceau ;
- 1 station George V.

## Culture populaire
Le cabaret est apparu dans les films Crazy Horse de Paris d'Alain Bernardin en 1977 et Les Anges gardiens de Jean-Marie Poiré en 1995. Les danseuses du Crazy Horse sont considérées comme « les femmes les plus sexys au monde ».
Le cabaret est aussi mentionné dans la chanson Girls, Girls, Girls de Mötley Crüe.
L'artiste Antoine Kruk, qui a signé de nombreux costumes pour la revue « Forever Crazy » et « Désirs », a consacré au Crazy Horse un livre hommage en cent illustrations intitulé « Crazy par Antoine Kruk » aux Editions Eyrolles.

## Autres établissements portant le nom de Crazy Horse
Entre 2001 et 2012, pour son cinquantième anniversaire, un cabaret semblable a été également ouvert à Las Vegas (États-Unis), au MGM Grand. Un spectacle inspiré de celui de Paris y était présenté. Un troisième Crazy Horse permanent de 450 places sur le Clarke Quay de Singapour, avec bar, restaurant et boutique, inauguré le 1er décembre 2005 a fermé le 31 janvier 2007, les objectifs de fréquentation n'ayant pas été atteints. Outre le spectacle du cabaret parisien, un deuxième spectacle, intitulé Forever Crazy fait l'objet d'une tournée internationale (Genève, Madrid, Londres, Vienne, Montréal, Moscou…).
D'autres établissements de divertissement ou de spectacle portant le nom de Crazy Horse, et qui peuvent n'avoir qu'une ressemblance très lointaine avec l'original de Paris existent ou ont existé à travers le monde. Seul ceux disparus de Singapour et du MGM Grand de Las Vegas et la tournée, déjà cités, peuvent se prévaloir du Crazy Horse parisien. Ce qui n'est pas le cas de ceux qui suivent. 
- The Crazy Horse, Beyrouth, Liban
- Crazy Horse Gentlemen's Club, San Francisco (Californie)
- Crazy Horse Too, Las Vegas
- Crazy Horse, Myrtle Beach (Caroline du Sud)
- Crazy Horse, Adélaïde, Australie
- Crazy Horse, Gold Coast, Australie
- Crazy Horse, Winston-Salem (Caroline du Nord)
- Crazy Horse, Akron (Ohio)
- Crazy Horse, Kaohsiung, Taïwan
- Crazy Horse Too, Philadelphie (Pennsylvanie)
- Crazy Horse Cabaret, Bronx, New York